# Vetos do governo dos Estados Unidos no Conselho de Segurança das Nações Unidas

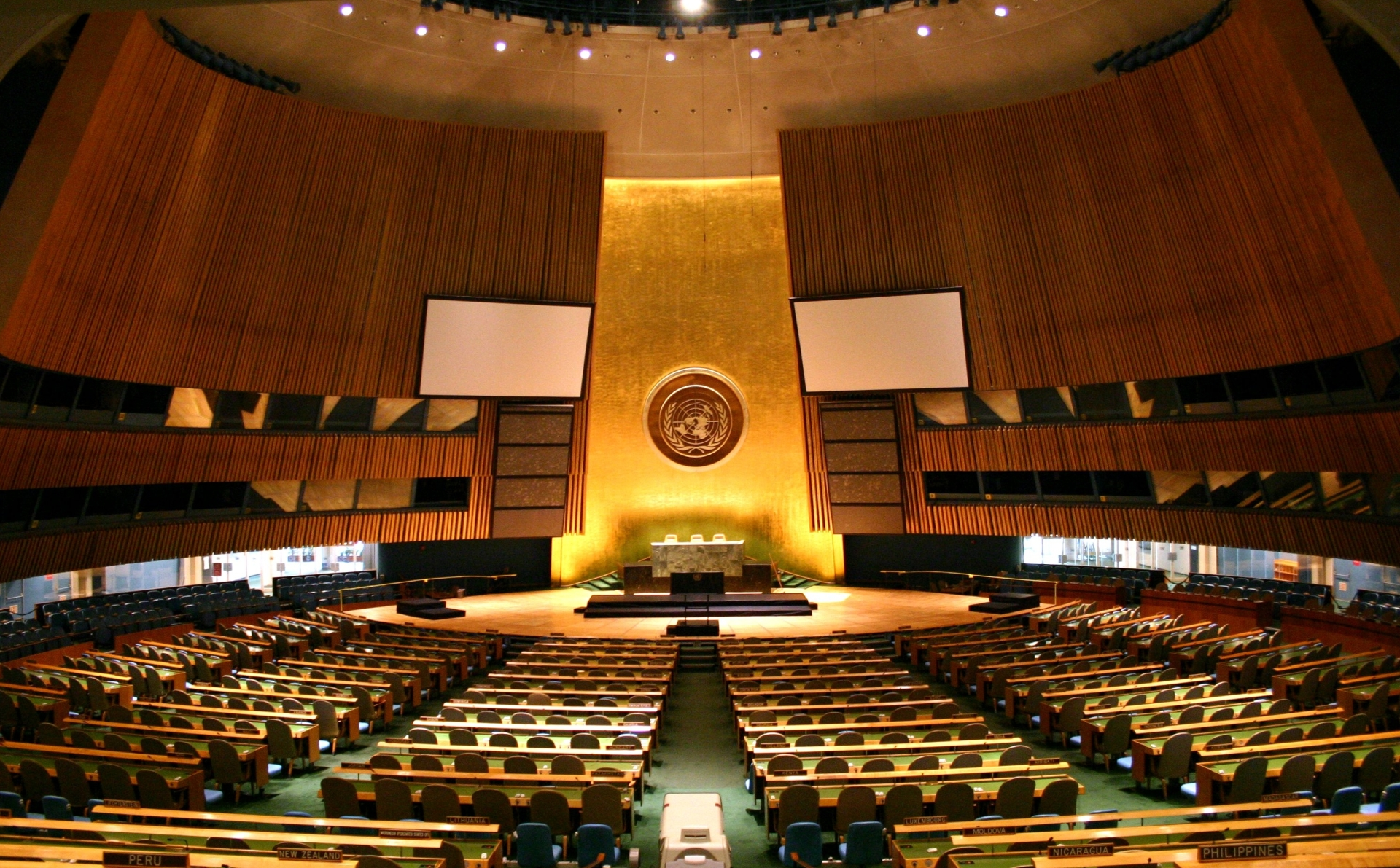
Assembleia Geral da ONU

Esta é uma lista de vetos do Governo dos Estados Unidos no Conselho de Segurança da ONU em ordem cronológica crescente. Os Estados Unidos são desde 1966 até 2011 o segundo estado com mais vetos no Conselho de Segurança, com 82 destes, atrás apenas da URSS com 121 vetos entre 1946 e 1989.
O abuso do veto no Conselho de Segurança é versado no Capítulo 2 da Carta das Nações Unidas e enquadra-se nela. Segundo a cientista política Phyllis Bennis , "os EUA são a razão pela qual a ONU não é capaz de desempenhar o papel que sua carta exige, que é parar o flagelo da guerra" e "Os Estados Unidos vetaram e ameaçam vetar no Conselho de Segurança e em reuniões como a Assembleia Geral ou o Conselho de Direitos Humanos, onde não existe veto, ameaçam outros países". Embora o termo "veto" não apareça na carta da ONU, o historiador Geoffrey Roberts afirma que o sistema de vetos foi uma pré-condição para que a URSS e os EUA aderissem a organização.
Países pequenos e grupos religiosos, principalmente cristãos discordaram desta abordagem por não haver a necessidade de se existir um sistema de vetos. Os EUA usam o poder de vetos em outras organizações como a OMC e o Banco Mundial. Segundo pesquisa mundial de opinião da Gallup efetuada em 2016, os EUA são considerados a ameaça número um à paz mundial., sendo que, segundo Noam Chomsky, os Estados Unidos foram o país que mais abusou do poder de veto desde o fim da guerra fria.
Antes da onda de vetos ianques, os Estados Unidos respeitava as instituições internacionais que ele mesmo criou em conjunto com a comunidade internacional durante e depois da Segunda Guerra. Os Estados Unidos tem um histórico de violações aos direitos humanos pelo menos desde os tempos da guerra Fria, principalmente com relação ao movimento afrodescendente, piorando quando surgiu a chamada Guerra ao Terror em 2001. O país também é reconhecido internacionalmente pela sua falta de transparência com relação aos crimes cometidos por funcionários de sua administração.
Apesar dos Estados Unidos ser a primeira república liberal continental da modernidade cujos fundadores pregaram a resistência a tiranos, atualmente os Estados Unidos são considerados os maiores violadores de direitos humanos no mundo no século XXI. Os Estados Unidos usa o veto também em outras instâncias, como no caso da OMC por exemplo e governos como o de Nicolás Maduro na Venezuela diz ser pertinente uma refundação das Nações Unidas., enquanto Estados membros da ONU historicamente pautam por mais represenatividade e mais democracia no Conselho de Segurança, como o Brasil.
A desigualdade de poder mundial com relação ao país também se reflete na desigualdade econômica e política interna.

## Lista
| Ano: | Resolução vetada | Quantidade de resoluções repetidas respectivamente | Placar na votação da Assembleia Geral das Nações Unidas, fora abstenções |  |
| ---- | --- | -------------------------------------------------- | --- |  |
| 1972 | Condena Israel pelo morte de centenas de pessoas na Síria e no Líbano, em ataques aéreos e as violações do cessar fogo da Guerra dos Seis Dias.                                                                              | 12-1                                               | |  |
| 1973 | Afirma os direitos dos palestinos e exorta Israel a se retirar dos territórios ocupados. |                                                    | |  |
| 1973 | Situação da Rodésia do Sul (Zimbábue). | 11-2 (US, UK)                                      | |  |
| 1973 | Afirma os direitos dos palestinos e exorta Israel a se retirar dos territórios ocupados. |                                                    | 11-2 (US, UK) |  |
| 1973 | Questão do Canal do Panamá | 13-1                                               | |  |
| 1973 | Reivindica direitos dos palestinos. |                                                    | 13-1 |  |
| 1974 | Banir a África do Sul da ONU | 10-3 (França, UK, US)                              | |  |
| 1975 | Aprovação de afiliação do Vietnã do Sul e Vietnã do Norte |                                                    | |  |
| 1975 | Desocupação da Namíbia pela África do Sul. |                                                    | 10-3 (França, UK, US) |  |
| 1976 | Condena Israel para atacar civis libaneses. | 6                                                  | 14-1 (5x); 13-1 |  |
| 1976 | Condena Israel para atacar civis libaneses. |                                                    | 10-1 |  |
| 1976 | Condena Israel para a construção de assentamentos nos territórios ocupados. | 9-1                                                | |  |
| 1976 | Convite à autodeterminação para os palestinos. | 10-1                                               | |  |
| 1976 | Condena Israel para atacar civis libaneses. |                                                    | |  |
| 1976 | Condena Israel para a construção de assentamentos nos territórios ocupados. |                                                    | |  |
| 1976 | Convite à autodeterminação para os palestinos. |                                                    | |  |
| 1976 | Afirma os direitos dos palestinos. |                                                    | |  |
| 1976 | Condena as tentativas da África do Sul para impor o apartheid na Namíbia. | 2                                                  | 10-3 (França, UK, US) |  |
| 1976 | Para a admissão do Vietnã à Organização das Nações Unidas. | 5 (a partir de 1975)                               | 14-1; 13-1 |  |
| 1977 | Condena a situação de apartheid na África do Sul. | 10-5 (França, US, UK)                              | 3x |  |
| 1978 | Exorta os membros permanentes (EUA, URSS, Reino Unido, França, China) para assegurar decisões das Nações Unidas na manutenção da paz e da segurança internacionais.                                                          |                                                    | 119-2 |  |
| 1978 | Critica as condições de vida dos palestinos. |                                                    | 110-2 |  |
| 1978 | Condena o registro israelense de direitos humanos nos territórios ocupados. |                                                    | 97-3 |  |
| 1978 | Solicita que os países desenvolvidos para aumentar a quantidade e qualidade da ajuda ao desenvolvimento para os países subdesenvolvidos.                                                                                     |                                                    | 119-1 |  |
| 1979 | Pede o fim de toda a colaboração militar e nuclear com o apartheid na África do Sul. |                                                    | 114-3 |  |
| 1979 | Fortalece o embargo de armas contra a África do Sul. |                                                    | 132-3 |  |
| 1979 | Oferece assistência a todos os povos oprimidos da África do Sul e seu movimento de libertação. |                                                    | 134-3 |  |
| 1979 | Negociações sobre o desarmamento e a cessação da corrida armamentista nuclear. |                                                    | 120-3 |  |
| 1979 | Chamada para o retorno de todos os habitantes expulsos por Israel. |                                                    | 121-3 |  |
| 1979 | Exige que Israel desista de violações dos direitos humanos. |                                                    | 112-2 |  |
| 1979 | Solicita um relatório sobre as condições de vida dos palestinos em países árabes ocupados. |                                                    | 120-2 |  |
| 1979 | Oferece assistência ao povo palestino. |                                                    | 112-3 |  |
| 1979 | Discute soberania sobre os recursos nacionais em territórios árabes ocupados. |                                                    | 118-2 |  |
| 1979 | Pede proteção para o dinheiro depositado por governos de países de terceiro mundo. |                                                    | 111-2 |  |
| 1979 | Chamadas para abordagens alternativas dentro do sistema das Nações Unidas para melhorar o gozo dos direitos humanos e das liberdades fundamentais.                                                                           |                                                    | 136-1 |  |
| 1979 | Opõe-se a apoio para a intervenção nos assuntos internos ou externos de estados. |                                                    | 104-2 |  |
| 1979 | Para a Conferência das Nações Unidas sobre as Mulheres. |                                                    | 121-2 |  |
| 1979 | Para incluir as mulheres palestinas na Conferência das Nações Unidas sobre as Mulheres. |                                                    | 122-2 |  |
| 1979 | Salvaguarda os direitos dos países em desenvolvimento nas negociações comerciais multinacionais. |                                                    | 112-1 |  |
| 1980 | Solicitações à Israel para o retorno pessoas deslocadas |                                                    | 96-3 |  |
| 1980 | Condena a política de Israel em relação às condições de vida do povo palestino. |                                                    | 118-2 |  |
| 1980 | Condena práticas de direitos humanos israelenses nos territórios ocupados por Israel. | 3                                                  | 118-2, 119-2 e 117-2 |  |
| 1980 | Afirma o direito à autodeterminação para os palestinos. |                                                    | 120-3 |  |
| 1980 | Oferece assistência aos povos oprimidos da África do Sul e seu movimento de libertação nacional. |                                                    | 137-3 |  |
| 1980 | As tentativas de estabelecer uma nova ordem econômica internacional para promover o crescimento dos países subdesenvolvidos e a cooperação econômica internacional.                                                          |                                                    | 134-1 |  |
| 1980 | Aprova o Programa de Ação para o segundo semestre de Década das Nações Unidas para a Mulher. |                                                    | 132-3 |  |
| 1980 | Declaração de não utilização de armas nucleares contra Estados não-nucleares. |                                                    | 110-2 |  |
| 1980 | Salienta que o desenvolvimento das nações e indivíduos é um direito humano. |                                                    | 120-1 |  |
| 1980 | Solicita a cessação de todas as explosões de testes nucleares. |                                                    | |  |
| 1980 | Solicita a implementação da Declaração sobre a Concessão de Independência aos Países e Povos Coloniais. |                                                    | |  |
| 1981 | Condena atividades de interesses econômicos estrangeiros em territórios coloniais. |                                                    | 133-3 |  |
| 1981 | Apela ao fim de todas as explosões de testes de armas nucleares. |                                                    | 118-2 |  |
| 1981 | Apela a uma ação de apoio a medidas de prevenção da guerra nuclear, conter a corrida armamentista e promover o desarmamento.                                                                                                 |                                                    | 78-3 |  |
| 1981 | Insta negociações sobre proibição de armas químicas e biológicas |                                                    | 109-1 |  |
| 1981 | Declara que a educação, trabalho, saúde, nutrição adequada, o desenvolvimento nacional, etc, são os direitos humanos. |                                                    | 135-1 |  |
| 1981 | Alterações nos métodos de contabilidade das Nações Unidas. |                                                    | 127-1 |  |
| 1981 | Condena a África do Sul para ataques contra os Estados vizinhos, condena o apartheid e tenta reforçar as sanções. | 7                                                  | 145-1, 124-1, 136-1, 129-2, 126-2, 139-1, 138-1 |  |
| 1981 | Condena uma tentativa de golpe de Estado da África do Sul nas Ilhas Seychelles. |                                                    | |  |
| 1981 | Exige que Israel cessar escavações em áreas de Jerusalém Oriental considerados pela Organização das Nações Unidas para fazer parte dos territórios ocupados.                                                                 |                                                    | 114-2 |  |
| 1981 | Condena Israel para bombardear obras em usinas atômicas iraquianas. |                                                    | 108-2 |  |
| 1981 | Condena a política de Israel em relação às condições de vida do povo palestino. | 2                                                  | 109-2, 111-2 |  |
| 1981 | Para estabelecer uma zona livre de armas nucleares no Oriente Médio . |                                                    | 107-2 |  |
| 1981 | Para estabelecer direitos para o povo palestino. | 2                                                  | 121-2, 119-3 |  |
| 1981 | Para esclarecer o status de Jerusalém. |                                                    | 139-2 |  |
| 1981 | Discute refugiados palestinos na Faixa de Gaza. |                                                    | 141-2 |  |
| 1981 | Concede os direitos dos palestinos deslocados a regressar às suas casas. |                                                    | 121-3 |  |
| 1981 | Em relação as receitas de propriedades dos refugiados palestinos. |                                                    | 117-2 |  |
| 1981 | Criação da Universidade de Jerusalém para os refugiados palestinos. |                                                    | 119-2 |  |
| 1981 | No que diz respeito as violações de direitos humanos israelenses em territórios ocupados. |                                                    | 111-2 |  |
| 1981 | Condena o fechamento de universidades palestinas em território ocupado. |                                                    | 114-2 |  |
| 1981 | Opõe-se a decisão de Israel de construir um canal que liga o Mar Morto e o Mar Mediterrâneo. |                                                    | |  |
| 1981 | Discute soberania sobre os recursos nacionais na Palestina ocupada e outros territórios árabes. |                                                    | |  |
| 1981 | Afirma a não aplicabilidade da lei israelense sobre as Colinas de Golã. |                                                    | 121-2 |  |
| 1981 | Resolução contra os homicídios na fronteira angolana-sul-africana praticados pelo apartheid. |                                                    | 13-1 |  |
| 1981 | Questão da Namíbia. | 4x                                                 | 12-3; 11-3; 9-3(2x) |  |
| 1982 | Condena a invasão israelense do Líbano. | 6 (1982-1983)                                      | |  |
| 1982 | Condena o fuzilamento de 11 muçulmanos em um santuário em Jerusalém por um soldado israelense. |                                                    | |  |
| 1982 | Insta Israel se retirar das Colinas de Golã ocupados em 1967. |                                                    | |  |
| 1982 | Para a ratificação da Convenção relativa à repressão e punição do apartheid. |                                                    | 124-1 |  |
| 1982 | Para promover uma ação internacional contra o apartheid. |                                                    | 141-1 |  |
| 1982 | Condena o apartheid no esporte. |                                                    | 138-1 |  |
| 1982 | Solicita a cessação de novos investimentos estrangeiros e empréstimos para a África do Sul. |                                                    | 134-1 |  |
| 1982 | Solicita a criação de uma Carta Mundial para a proteção da ecologia. |                                                    | 111-1 |  |
| 1982 | Define-se uma conferência das Nações Unidas sobre sucessão de Estados em matéria de propriedade do Estado, arquivos e dívidas.                                                                                               |                                                    | 136-1 |  |
| 1982 | Proibições de testes nucleares e negociações de espaço livre de armas nucleares. | 3                                                  | 111-1, 114-1, 138-1 |  |
| 1982 | Apoia uma nova era de informação e comunicação. |                                                    | 131-1 |  |
| 1982 | Proibição de armas químicas e bacteriológicas. |                                                    | 95-1 |  |
| 1982 | Por uma melhor elaboração do direito internacional. |                                                    | 113-1 |  |
| 1982 | Para evitar a exclusão de certos funcionários das Nações Unidas. |                                                    | 129-1 |  |
| 1982 | Protege contra produtos nocivos à saúde e ao meio ambiente. |                                                    | 146-1 |  |
| 1982 | Declara que a educação, trabalho, saúde, nutrição adequada, o desenvolvimento nacional são direitos humanos. |                                                    | 131-1 |  |
| 1982 | A aplicação da Carta dos Direitos e Deveres Econômicos dos Estados. |                                                    | 141-1 |  |
| 1982 | Em relação à adequação das instalações da Comissão Econômica para a África, em Adis Abeba, na Etiópia. |                                                    | 132-1 |  |
| 1982 | Desenvolvimento dos recursos energéticos dos países em desenvolvimento. |                                                    | 146-1 |  |
| 1982 | Situação na Nicarágua. |                                                    | 12-. |  |
| 1982 | Situação na Nicarágua. |                                                    | 12-1 |  |
| 1982 | Questão das Malvinas. |                                                    | 14-2 |  |
| 1982 | Sobre Oriente Médio. (Líbano) | 6 (1982-1983)6 (1982-1983)                         | 14–1 (2x); 11-1 |  |
| 1982 | Sobre o assassinato dos prefeitos de Nablus e Ramallah. |                                                    | 13-1 |  |
| 1982 | Situação de Golan. |                                                    | 9-1 |  |
| 1982 | Reestruturação relações econômicas internacionais no sentido de estabelecer uma nova ordem econômica internacional. |                                                    | 124-1 |  |
| 1983 | Afirma o direito de cada Estado para escolher seu sistema econômico e social de acordo com a vontade do seu povo, sem interferência externa, sob qualquer forma que for preciso.                                             |                                                    | 131-1 |  |
| 1983 | Resoluções contra o apartheid na África do Sul. | 4                                                  | 110-1, 149-1, 140-1, 145-1 |  |
| 1983 | Bombardeio à Granada. |                                                    | 11-1 |  |
| 1983 | Situação do Oriente Médio ocupado por Israel. |                                                    | 13-1 |  |
| 1983 | Resolução contra o Apartheid. | 4                                                  | 110–1, 149–1, 140–1, 145–1 |  |
| 1983 | Prevenção de uma corrida armamentista no espaço. |                                                    | 147-1 |  |
| 1983 | Declara que a educação, trabalho, saúde, nutrição adequada, o desenvolvimento nacional são direitos humanos. |                                                    | 132-1 |  |
| 1983 | Relativamente ao direito internacional. |                                                    | 110-1 |  |
| 1983 | No que diz respeito a Década dos Transportes e Comunicações em África. |                                                    | 137-1 |  |
| 1983 | Proibição de fabricação de novas armas de destruição em massa. |                                                    | 116-1 |  |
| 1983 | Revisão da Corrida armamentista na Guerra Fria. |                                                    | 133-1 |  |
| 1983 | Proibição de armas químicas e bacteriológicas. |                                                    | 98-1 |  |
| 1983 | Solicita um estudo sobre a corrida armamentista naval. |                                                    | 113-1 |  |
| 1983 | No que diz respeito ao desarmamento e segurança. |                                                    | 132-1 |  |
| 1983 | Fortalecimento das Nações Unidas para responder a desastres naturais e outros. |                                                    | 126-1 |  |
| 1984 | Condena o apoio da África do Sul em suas políticas na Namíbia e outros. |                                                    | 121-2 |  |
| 1984 | A ação internacional para eliminar o apartheid. |                                                    | 146-2 |  |
| 1984 | Condena a ocupação israelense e seus ataques ao sul do Líbano. |                                                    | |  |
| 1984 | Cooperação entre as Nações Unidas e a Liga Árabe. |                                                    | 134-2 |  |
| 1984 | Condena o ataque militar israelense contra usinas nucleares do Iraque. |                                                    | 106-2 |  |
| 1984 | Sobre a eliminação da discriminação racial. |                                                    | 145-1 |  |
| 1984 | Afirma os direitos do povo palestino. |                                                    | 127-2 |  |
| 1984 | Para a convocação de uma conferência de paz no Oriente Médio. |                                                    | 121-3 |  |
| 1984 | Proibição de novos tipos de armas de destruição em massa. |                                                    | 125-1 |  |
| 1984 | Proibição de armas químicas e bacteriológicas. |                                                    | 84-1 |  |
| 1984 | No que diz respeito ao direito do mar. Os EUA não assinaram nenhum tratado marítimo desde o século XIX, vide: aqui e aqui</ref>                                                                                              |                                                    | 138-2 |  |
| 1984 | No que diz respeito as violações de direitos humanos israelenses em territórios ocupados. |                                                    | 120-2 |  |
| 1984 | Condena tentativas de assassinato contra prefeitos palestinos. |                                                    | 143-2 |  |
| 1984 | Condena Israel por não colocar suas instalações nucleares sob as salvaguardas internacionais. |                                                    | 94-2 |  |
| 1984 | Relativa à proibição de testes nucleares. |                                                    | 123-1 |  |
| 1984 | Para divulgar a investigação e desenvolvimento militar. |                                                    | 141-1 |  |
| 1984 | Comemorando o 25º aniversário da Declaração sobre a Concessão de Independência aos Países e Povos Coloniais. |                                                    | 143-1 |  |
| 1984 | Propondo assistência econômica para o povo palestino. |                                                    | 146-1 |  |
| 1984 | Apoio ao Desenvolvimento Industrial pela ONU. |                                                    | 118-2 |  |
| 1984 | No que diz respeito a Década de Desenvolvimento Industrial para a África. |                                                    | 120-1 |  |
| 1984 | Questões relacionadas com a Comissão Econômica para a Ásia Ocidental. |                                                    | 123-2 |  |
| 1984 | Apresenta a ecada industrial da África. |                                                    | 120-1 |  |
| 1984 | Petição da Nicarágua contra os Estados Unidos. |                                                    | 120-1 |  |
| 1985 | Petição da Nicarágua contra os Estados Unidos. |                                                    | |  |
| 1985 | Condena Israel de ocupação e atacar o sul do Líbano . |                                                    | |  |
| 1985 | Situação da Namíbia. |                                                    | 10-1 |  |
| 1985 | Condena Israel por usar força excessiva nos territórios ocupados. |                                                    | 10-1 |  |
| 1985 | As resoluções sobre a cooperação internacional, direitos humanos, comércio e desenvolvimento. | 3                                                  | 134-1, 130-1, 133-1 |  |
| 1985 | As medidas a tomar contra nazi-fascistas e atividades neofascistas. |                                                    | 121-2 |  |
| 1986 | Convida todos os governos (incluindo os EUA) para respeitar o direito internacional. |                                                    | |  |
| 1986 | Condena Israel por suas ações contra civis libaneses. |                                                    | |  |
| 1986 | Insta Israel a respeitar os lugares sagrados muçulmanos. |                                                    | 11-1 |  |
| 1986 | Condena Israel por derrubar um avião civil líbio. |                                                    | 9-6 |  |
| 1986 | Para configurar uma Zona de Paz e Cooperação do Atlântico Sul. |                                                    | 124-1 |  |
| 1986 | Solicitação da Nicarágua no TPI contra os EUA. | 2                                                  | 11-2 |  |
| 1986 | Protesto contra o apartheid. | 2                                                  | 12-2 |  |
| 1986 | Para eliminar os desequilíbrios existentes nos domínios do acesso e dos meios de informação e de comunicação. |                                                    | 148-1 |  |
| 1986 | Para o fortalecimento da segurança internacional. |                                                    | 126-1 |  |
| 1986 | Diálogo para melhorar a situação internacional. |                                                    | 117-1 |  |
| 1986 | Para o estabelecimento de um sistema global de paz e segurança internacionais. |                                                    | 102-2 |  |
| 1986 | Declaração sobre o direito ao desenvolvimento. |                                                    | 146-1 |  |
| 1986 | Medidas para melhorar a situação e garantir os direitos humanos e a dignidade de todos os trabalhadores migrantes. |                                                    | 148-1 |  |
| 1986 | Proteção contra produtos nocivos à saúde e ao meio ambiente. |                                                    | 146-1 |  |
| 1987 | Insta Israel a respeitar as Convenções de Genebra em seu tratamento dos palestinos. |                                                    | |  |
| 1987 | Insta Israel para parar a deportação de palestinos. |                                                    | 145-2 |  |
| 1987 | Condena Israel pelas suas ações no Líbano. | 2                                                  | |  |
| 1987 | Insta Israel a retirar as suas forças do Líbano. |                                                    | |  |
| 1987 | Cooperação entre as Nações Unidas e a Liga Árabe. |                                                    | 153-2 |  |
| 1987 | Chamado para o cumprimento no Tribunal Internacional de Justiça sobre as atividades paramilitares e militares contra a Nicarágua e uma chamado para acabar com o embargo comercial contra a Nicarágua.                       | 2                                                  | 94-2, 94-2 |  |
| 1987 | Medidas para prevenir o terrorismo internacional, estudar as causas políticas e econômicas subjacentes de terrorismo, uma conferência para definir o terrorismo e para diferenciá-la da luta popular de libertação nacional. |                                                    | 153-2 |  |
| 1987 | As deliberações sobre jornalismo, as dívidas e o comércio internacional. | 3                                                  | 140-1, 154-1, 131-1 |  |
| 1987 | A oposição à acumulação de armas no espaço. |                                                    | 154-1 |  |
| 1987 | A oposição ao desenvolvimento de novas armas de destruição em massa. |                                                    | 135-1 |  |
| 1987 | Oposição aos testes nucleares. | 2                                                  | 134-, 137-3 |  |
| 1987 | Proposta de criação da zona de paz do Atlântico Sul. |                                                    | 124-1 |  |
| 1987 | Sanções ao apartheid. |                                                    | 10-3 |  |
| 1987 | Questão da Namíbia. |                                                    | 9-3 |  |
| 1988 | Condena práticas israelenses contra os palestinos nos territórios ocupados. | 5 (1988-1989)                                      | 14-1 (4x); 13-1 |  |
| 1988 | Sanções ao apartheid. | 5 (1988-1989)                                      | 14-1 (4x); 13-1 |  |
| 1989 | Condena invasão ianque do Panamá. | ?-? (Pelo menos veto francês, americano e bretão)  | |  |
| 1989 | Condena tropas ianques para saquear a residência do embaixador da Nicarágua, no Panamá. |                                                    | |  |
| 1989 | Condena EUA por derrubar duas aeronaves líbias. |                                                    | 9-4 (Estados Unidos, França, Reino Unido e [?]) |  |
| 1989 | Condena apoio dos EUA para os Contras na Nicarágua. |                                                    | |  |
| 1989 | Condena embargo ilegal dos Estados Unidos da América da Nicarágua. |                                                    | |  |
| 1989 | Opondo-se a aquisição de território pela força. |                                                    | 151-3 |  |
| 1989 | Chamada para uma solução para o conflito árabe-israelense com base em resoluções anteriores da ONU. |                                                    | |  |
| 1989 | Chamada para uma solução para o conflito árabe-israelense com base em resoluções anteriores da ONU. | 3                                                  | 14-1 |  |
| 1989 | Condena embargo a Nicarágua. |                                                    | 10-1 (França, US, UK e [?]) |  |
| 1989 | Situação nos territórios árabes ocupados. |                                                    | |  |
| 1989 | Condena apoio ianque aos contras. |                                                    | |  |
| 1990 | Para enviar ajuda humanitária ao Iraque. |                                                    | |  |
| 1990 | Em defesa da imunidade diplomática dos embaixadores no Panamá. |                                                    | 13-1 |  |
| 1992 | Pelo fim do embargo a Cuba. |                                                    | |  |
| 1994 | Condena o genocídio em Ruanda por parte do então governo do Zaire. | 2 (França e Estados Unidos                         | ?-? |  |
| 1995 | Afirma que a área em Jerusalém Oriental, anexada por Israel é um território ocupado. |                                                    | |  |
| 1996 | Renovação da indicação Boutros Boutros-Ghali para o cargo de secretário-geral em contraposição a nova indicação de Kofi Annan.                                                                                               |                                                    | |  |
| 1997 | Insta Israel a cessar a construção de assentamentos em Jerusalém Oriental e em outros territórios ocupados. | 2                                                  | 130-2 |  |
| 1999 | Insta os EUA para acabar com o embargo comercial a Cuba. | 8                                                  | 59-2, 88-4, 101-2, 117-3, 138-2, 143-2, 157-2, 155-2 |  |
| 2001 | Para enviar monitores desarmados para a Cisjordânia e na Faixa de Gaza. |                                                    | |  |
| 2001 | Condena Israel por atos de Terrorismo contra civis nos territórios ocupados. |                                                    | |  |
| 2001 | Para configurar o Tribunal Penal Internacional e a favor do envio de observadores desarmados em Israel. |                                                    | 9-1 |  |
| 2002 | Pelo fim do embargo cubano. | 2                                                  | |  |
| 2002 | Para renovar a missão de manutenção da paz na Bósnia e Herzegovina. |                                                    | |  |
| 2002 | Condena o assassinato de um trabalhador do Reino Unido que trabalhava para as Nações Unidas por forças israelenses. Condena a destruição do armazém do Programa Mundial de Alimentos.                                        |                                                    | |  |
| 2002 | Condena o assassinato de 2 funcionários ingleses da ONU em Israel e a destruição por parte da aviação de Israel de um celeiro da FAO.                                                                                        |                                                    | 12-1 |  |
| 2003 | Condena a decisão do Parlamento israelense de "eliminar" o presidente palestino eleito, Yasser Arafat. |                                                    | 11-1 |  |
| 2003 | Condena a construção de um muro por Israel em terras palestinas. |                                                    | 10-1 |  |
| 2003 | Para acabar com 40 anos de embargo de Cuba por parte dos EUA. |                                                    | 179-3 |  |
| 2004 | Condena o assassinato do líder do Hamas, o xeque Ahmed Yassin. |                                                    | 11-1 |  |
| 2004 | Condena a incursão israelense e os assassinatos em Gaza. |                                                    | |  |
| 2004 | Produção e processamento de material de fabrico de arma deve estar sob controle internacional. | 2                                                  | 147-1, 179-2 |  |
| 2006 | Apela ao fim às incursões e ataques militares israelenses em Gaza. | 2                                                  | 10-1; 11-1; 13-1 |  |
| 2006 | Pede o fim do embargo financeiro contra Cuba. |                                                    | 183-4 |  |
| 2007 | Chamado para usos pacíficos para o espaço sideral. |                                                    | 129-6 |  |
| 2007 | Apela a uma convenção contra o machismo. | 3                                                  | 143-1, 132-2, 154-1 |  |
| 2007 | No que diz respeito aos direitos das crianças. |                                                    | 183-1 |  |
| 2007 | No que diz respeito ao direito à alimentação. |                                                    | 186-1 |  |
| 2007 | Sobre a aplicabilidade da Convenção de Genebra para a proteção de civis em tempo de guerra. |                                                    | 169-6 |  |
| 2007 | Chamado para a proteção do clima global. |                                                    | 162-2 |  |
| 2007 | Solicitação de declaração para estabelecimento de uma zona pacífica no Oceano Índico. Chamado para uma zona livre de armas nucleares no Sudeste Asiático.                                                                    | 2                                                  | 130-3, 174-1 |  |
| 2007 | Solicita que o direito à autodeterminação do povo palestino. Outras resoluções sobre os palestinos e seus direitos. | 15                                                 | 176-5, 171-6, 170-6,93-8, 165-7, 156-7, 164-1, 176-2, 109-8, 110-8, 161-8, 161-7, 160-6, 111-6                                                                                         |  |
| 2008 | Chamado para o progresso em direção a um tratado sobre o comércio de armas. | 3                                                  | 129-1, 131-1, 130-1 |  |
| 2008 | Proibir o desenvolvimento de novas armas de destruição em massa. |                                                    | 175-1 |  |
| 2008 | Assegurar aos Estados não-nucleares que não serão atacados ou ameaçados com armas nucleares. | 2 (2007-2008)                                      | 121-1, 122-1 |  |
| 2008 | Prevenção do desenvolvimento de uma corrida armamentista no espaço sideral e transparência nas atividades no espaço exterior.                                                                                                | 4 (2007-2008)                                      | 179-1, 178-1, 177-1, 180-1 |  |
| 2008 | Chamado para diminuir a prontidão operacional de sistemas de armas nucleares e à proibição de armas nucleares. | 5                                                  | 141-3,165-4, 166-5, 173-4, 130-3 |  |
| 2008 | Chamado para acabar com o uso de urânio empobrecido em armas. |                                                    | 141-4 |  |
| 2008 | Referente ao comércio ilegal de armas leves | 3                                                  | 179-1, 176-1, 181-1 |  |
| 2008 | Apela a uma área livre de armas nucleares na Ásia Central e no hemisfério sul além da prevenção da sua proliferação no Oriente Médio.                                                                                        | 3                                                  | 141-3, 171-3, 169-5 |  |
| 2008 | Apela a uma proibição abrangente de testes nucleares por um tratado. Chamado para um mundo livre de armas nucleares. | 2 (2007-2008)                                      | 156-5, 175-1 |  |
| 2008 | Apela a um tratado sobre os direitos das crianças. |                                                    | 159-1 |  |
| 2008 | Condenação do racismo |                                                    | 159-1 |  |
| 2008 | Condenação do racismo. |                                                    | 109-13 |  |
| 2008 | Afirma a soberania dos palestinos nos territórios ocupados e seus recursos. |                                                    | 173-5 |  |
| 2008 | Afirma o direito dos palestinos à autodeterminação. |                                                    | 165-7 |  |
| 2008 | Insta Israel a pagar o custo de limpar uma mancha de petróleo na costa do Líbano causada pelo seu bombardeamento. |                                                    | 165-7 |  |
| 2008 | Apelo a uma nova ordem econômica. |                                                    | 123-1 |  |
| 2008 | Apelo ao direito de desenvolvimento para as nações. |                                                    | 182-4 |  |
| 2008 | Apoio ao direito à alimentação. |                                                    | 184-1 |  |
| 2008 | O respeito pelo direito à liberdade universal de viajar e importância vital da reunificação familiar. |                                                    | 121-4 |  |
| 2008 | Relativamente à evolução em Tecnologia da informação para a Segurança internacional. | 2 (2007-2008)                                      | 179-1, 175-1 |  |
| 2008 | As deliberações sobre a Palestina, o seu povo, a sua propriedade e práticas israelenses na Palestina, incluindo assentamentos.                                                                                               | 11                                                 | 173-1, 172-6, 172-6, 173-6, 94-8, 173-6, 171-6, 165-8, 179-2, 177-3, 177-3 |  |
| 2009 | Pede o fim aos 22 dias do longo ataque israelense em Gaza. |                                                    | 142-4 |  |
| 2011 | Apela a uma parada para os assentamentos ilegais israelenses na Cisjordânia. |                                                    | 14-1 |  |
| 2011 | Apela a Israel para cessar a obstrução à circulação e ao acesso dos funcionários, veículos e bens da Agência das Nações Unidas de Socorro e Trabalho para os refugiados palestinos (UNRWA).                                  |                                                    | 163-7 |  |
| 2011 | Solicita a cessação imediata e completa de todas as atividades de colonização israelense em todo o Território Palestino ocupado, incluindo Jerusalém Oriental, e no Golã sírio ocupado.                                      |                                                    | ?-7 |  |
| 2011 | Admissão da Palestina como estado-membro da ONU. |                                                    | ?-? (EUA e Israel) |  |
| 2013 | Advertência em resistência ao controle da big data. |                                                    | ?-? |  |
| 2014 | Apela para a criação de um corredor de ajuda humanitária internacional no sudeste da Ucrânia |                                                    | ?-3 |  |
| 2014 | Apela para embargo econômico para as partes que não aceitem um cessar fogo no conflito sírio. |                                                    | ?-2 |  |
| 2014 | Apela pela proscrição do nazismo |                                                    | 115-3 (Ucrânia, Canadá e Estados UnidosOs antigos países do Eixo se abstiveram na votação por pressão econômica dos Estados Unidos e por causa do movimento antifascista local, vide:) |  |
| 2015 | Proposta de transformar o Oriente Médio em uma zona livre de armas nucleares. |                                                    | ?-3 (Canadá, Reino Unido e Estados Unidos) |  |
| 2015 | Proposta de acrescentar sanções ao EIIL como um ramo em separado da Al Qaeda. | 1 (em 2013)                                        | ?-1 |  |
| 2015 | Proposta de uma aliança entre todos os governos do Oriente Médio e o Conselho de Segurança para a pacificação da região. |                                                    | |  |
| 2015 | Condena Israel por violar os direitos humanos em toda a Palestina. |                                                    | 117-1 |  |
| 2015 | Condena os rebeldes sírios pelo atentado contra a cidade de Homs na Síria. |                                                    | 117-1 |  |
| 2016 | Proposta de permanente não-intervenção militar que visasse a queda do governo sírio e o respeitasse como país neutro. |                                                    | ?-7 |  |
| 2016 | Proposta de se constituir uma força de paz conjunta para se proteger patrimônios materiais da ameaça do Terrorismo. |                                                    | ?-2 |  |
| 2016 | Proposta de se incluir os curdos sírios nas negociações de paz. |                                                    | ?-3 |  |
| 2016 | Proposta de incluir na lista de grupos terroristas internacionalmente execrados e cooperantes com a Al Qaeda, o Ahrar al-Sham e o Jaish al-Islam.                                                                            |                                                    | ?-? |  |
| 2016 | Condena os bombardeios norte-americanos na Síria. |                                                    | ?-2 (Estados Unidos e Reino Unido) |  |
| 2016 | Condena a Nusra e apoia um cessar fogo entre os rebeldes não-internacionais e o governo sírio em Alepo |                                                    | ?-3 (Estados Unidos, França e Reino Unido) |  |
| 2016 | Condena o nazismo |                                                    | ?-2 (Estados Unidos e Reino Unido) |  |
| 2019 | Condena o ataque de Recep Tayyip Erdoğan aos Curdos. |                                                    | ?-2(Estados Unidos e Rússia) |  |